# Bernard DeVoto
Pour les articles homonymes, voir Devoto.
Bernard Augustine DeVoto (11 janvier 1897 - 13 novembre 1955) est un historien et auteur américain spécialisé dans l'histoire du Far West. Il a remporté en 1948 le Prix Pulitzer pour son ouvrage sur le commerce de fourrures, Across the Wide Missouri, publié en 1947. Le romancier Wallace Stegner (prix Pulitzer en 1972), avec lequel DeVoto partageait l'amour des grands espaces, était impressionné par l'érudition de DeVoto. Il lui consacra une biographie, The Uneasy Chair: A Biography of Bernard DeVoto, afin de réhabiliter son oeuvre, controversée dans les milieux universitaires.

## Biographie
Bernard DeVoto est né à Ogden. Il fréquente durant un an l'université de l'Utah avant d'entrer à Harvard. Ses études sont interrompues par son service militaire durant la Première Guerre mondiale. Il est diplômé en 1920.
En 1922, il devient professeur d'anglais à l'université Northwestern. En parallèle il rédige des articles et des romans sous les pseudonymes « John August » ou « Cady Hewes ».
Il démissionne de Northwestern en 1927 et déménage dans le Massachusetts avec sa femme, Avis. Il publie des écrits plus sérieux et enseigne à mi-temps à Harvard.
Il écrit également pour les journaux et, de 1935 jusqu'à sa mort en 1955, tient une chronique régulière, The Easy Chair, dans le Harper's Magazine.
DeVoto contribue aussi à des publications moins élitistes comme le Saturday Evening Post pour lequel il signe le 22 juillet 1950 une colonne intitulée Shall We Let Them Ruin Our National Parks ? afin de dénoncer les dangers du projet de construction de deux barrages qui auraient englouti Dinosaur National Monument, parc national de l’Utah. Le Reader Digest republie cet article qui contribue à faire de la protection de Dinosaur National Monument une cause nationale.
Les tribunes pour la défense de l'environnement de Bernard DeVoto ont été réunies par des universitaires de Yale qui ont publié en 2001,The Western Paradox: A Conservation Reader. Embêté par le FBI pour sa critique du maccarthysme, DeVoto continue de dénoncer les atteintes graves contre l'environnement perpétrées dans l'ouest américain par des politiciens véreux comme le sénateur Pat McCarran. Une récente biographie de Bernard DeVoto et de son épouse Avis revient sur le rôle crucial joué par l'intellectuel pour la préservation des parcs nationaux nord-américains,.
Dans le domaine littéraire et universitaire, Bernard DeVoto devient un expert sur Mark Twain et participe à la publication des archives, textes non publiés, de l'écrivain. DeVoto est le directeur de collection d'un ouvrage posthume de Mark Twain, Letters from the Earth (1962), une collection d'histoires courtes et de 11 lettres dont le narrateur est l'ange déchu Satan s'adressant aux archanges Gabriel et Michel.
De 1936 à 1938, il vit à New York, où il travaille pour le Saturday Review, avant de déménager à nouveau dans le Massachusetts.
En 1936, il publie Genius is Not Enough (le génie n'est pas suffisant), où il critique vivement le recueil de Thomas Wolfe The Story of a Novel. Cette critique est sans doute pour beaucoup dans sa rupture avec les Éditions Scribner et l'éditeur du recueil, Maxwell Perkins.
Les dernières années de sa vie, DeVoto devient célèbre pour ses ouvrages sur l'Ouest américain : The Year of Decision: 1846 (1943), Across the Wide Missouri (1947) pour lequel il remporte le prix Pulitzer en non fiction en 1948, The Course of Empire (1952), et une édition abrégée de The Journals of Lewis and Clark (1953).

## Travaux
- The House of Sun-Goes-Down (1928)
- Mark Twain's America (1932)
- We Accept With Pleasure (1934)
- Mark Twain in Eruption (1940)
- Mark Twain at Work (1942)
- The Year of Decision, 1846 (1942)
- The Literary Fallacy (1944)
- The Portable Mark Twain (1946)
- Across the Wide Missouri, With an Account of the Discovery of the Miller Collection (1947)
- The Hour: A Cocktail Manifesto  (1948)
- The World of Fiction (1950)
- The Course of Empire (1952)
- The Journals of Lewis and Clark (1953)
- DeVoto's West: History, Conservation, and the Public Good (2002)

## Récompenses et distinctions
- 1948: Prix Pulitzer d'histoire pour Across the Wide Missouri[14].
- 1953: National Book Award pour The Course of Empire[15].